# Rivière Marian
La rivière Marian est un cours d'eau qui coule dans les territoires du Nord-Ouest.  Elle contribue au bassin fluvial du fleuve Mackenzie.

## Géographie
La rivière Marian a une longueur d'environ deux cents kilomètres. Elle prend sa source au lac Zinto dont elle est le principal émissaire à une altitude de 305 mètres. Elle reçoit les eaux de deux principaux affluents, la rivière La Martre et la rivière Émile. La rivière Marian traverse le lac Mazenod puis se jette enfin dans le secteur septentrional du lac Marian à une altitude de 156 mètres soit une dénivellation de 149 mètres depuis sa source. 